# Woźnice (gromada)
Woźnice – dawna gromada, czyli najmniejsza jednostka podziału terytorialnego Polskiej Rzeczypospolitej Ludowej w latach 1954–1972.
Gromady, z gromadzkimi radami narodowymi (GRN) jako organami władzy najniższego stopnia na wsi, funkcjonowały od reformy reorganizującej administrację wiejską przeprowadzonej jesienią 1954 do momentu ich zniesienia z dniem 1 stycznia 1973, tym samym wypierając organizację gminną w latach 1954–1972.
Gromadę Woźnice z siedzibą GRN w Woźnicach utworzono – jako jedną z 8759 gromad na obszarze Polski – w powiecie mrągowskim w woj. olsztyńskim na mocy uchwały nr 18 WRN w Olsztynie z dnia 4 października 1954. W skład jednostki weszły obszary dotychczasowych gromad Tałty i Woźnice ze zniesionej gminy Woźnice w tymże powiecie. Dla gromady ustalono 13 członków gromadzkiej rady narodowej.
1 stycznia 1960 z gromady Woźnice wyłączono wieś Tałty, włączając ją do znoszonej gromady Zełwągi w tymże powiecie; do gromady Woźnice włączono natomiast obszar zniesionej gromady Olszewo w tymże powiecie.
1 stycznia 1969 z gromady Woźnice wyłączono część obszaru PGR Kępa (20 ha), włączając ją do gromady Dąbrówka w powiecie piskim w tymże województwie; do gromady Woźnice włączono natomiast część obszaru PGR Grabówka (88 ha) z gromady Ryn w powiecie giżyckim w tymże województwie.
Gromada przetrwała do końca 1972 roku, czyli do kolejnej reformy gminnej.